# تام کیبل
توماس والتر بنرمن کیبل (انگلیسی: Tom Kibble؛ زادهٔ ۲۳ دسامبر ۱۹۳۲ – درگذشتهٔ ۲ ژوئن ۲۰۱۶) دارندهٔ عالی‌ترین رتبهٔ امپراتوری بریتانیا و عضو انجمن سلطنتی و یک فیزیک‌دان اهل انگلستان در زمینهٔ فیزیک نظری بود.